# راندال نيل نيلسون
راندال نيل نيلسون هو سياسي كندي، ولد في 6 يونيو 1926. حزبياً، نشط في Saskatchewan New Democratic Party ‏. وقد انتخب عضو المجلس التشريعي من ساسكاتشوان.